# ضرار بن الخطاب
ضرار بن الخطاب بن مرداس بن كثير بن عمرو بن حبيب بن عمرو ابن شيبان بن محارب بن فهر القرشي الفهري. كان أبوه الخطاب بن مرداس رئيس بني فهر في زمانه وكان يأخذ المرباع لقومه وكان ضرار بن الخطاب يوم الفجار على بني محارب بن فهر وكان من فرسان قريش وشجعانهم وشعرائهم المطبوعين المجودين حتى قالوا: ضرار بن الخطاب فارس قريش وشاعرهم وهو أحد الأربعة الذين وثبوا الخندق.  وهم عمرو بن عبد ود العامري و هبيرة بن أبي وهب وعكرمة بن أبي جهل المخزوميان وضرار بن الخطاب بن مرداس الفهري وقال الزبير بن بكار: لم يكن في قريش أشعر منه ومن ابن الزبعري. ويقدمونه على ابن الزبعري لأنه أقل منه سقطا وأحسن صنعة. 
قال أبو عمر: كان ضرار بن الخطاب من مسلمة الفتح ومن شعره في يوم الفتح قوله:

## شجاعته في الجاهلية
كان ضرار من فرسان قريش ولما اختلفت الأوس والخزرج فيمن أشجع في يوم أحد مر بهم ضرار ابن الخطاب فقالوا: هذا شهدها وهو عالم بها فأرسلوا إليه فتى منهم فسأله عن ذلك فقال: لا أدري ما أوسكم من خزرجكم ولكني زوجت يوم أحد منكم أحد عشر رجلا من الحور العين. 
كان ضرار هو من أسر سعد بن عبادة بعد بيعة العقبة لما علمت قريش بإسلامه.

## المعارك التي شارك بها
شارك في معارك كثيرة ضد الفرس منها القادسية وفتح المدائن وغيرها وقد أرسله سيدنا عمر بن الخطاب إلى ماسبذان قائدًا. وفي القادسية أخذ ضرار بن الخطاب راية الفرس العظيمة وهي درفش كابيان فعوض منها ثلاثين ألفًا و كانت قيمتها ألف ألف و مائة ألف ألف. 
كان ضرار رجلًا قياديًّا، ففي إحدى معارك المسلمين مع الفرس أمر عمر بن الخطاب أن يقود ضرار بن الخطاب الجيش المتجه إلى ماسبذان فقاده وحقق نصرًا على الفرس، ويذكر الطبري في كتابه (تاريخ الطبري) تفصيل تلك المعركة فيقول:
| ضرار بن الخطاب | لما رجع هاشم بن عتبة من جلولاء إلى المدائن بلغ سعدا أن آذين بن الهرمزان قد جمع جمعا فخرج بهم إلى السهل فكتب بذلك إلى عمر فكتب إليه عمر ابعث إليهم ضرار بن الخطاب في جند واجعل على مقدمته ابن الهذيل الأسدي وعلى مجنبتيه عبدالله بن وهب الراسبي حليف بجيلة والمضارب بن فلان العجلي فخرج ضرار بن الخطاب وهو أحد بني محارب بن فهر في الجند وقدم ابن الهذيل حتى انتهى إلى سهل ماسبذان فالتقوا بمكان يدعى بهندف فاقتتلوا بها فأسرع المسلمون في المشركين وأخذ ضرار آذين سلما فأسره فانهزم عنه جيشه فقدمه فضرب عنقه ثم خرج في الطلب حتى انتهى إلى السيروان فأخذ ماسبذان عنوة فتطاير أهلها في الجبال فدعاهم فاستجابوا له وأقام بها حتى تحول سعد من المدائن فأرسل إليه فنزل الكوفة واستخلف ابن الهذيل على ماسبذان فكانت إحدى فروج الكوفة. | ضرار بن الخطاب |

كان لضرار بن الخطاب بن مرداس نظراً ثاقباً في الحروب باحثاً عن ثغرات خصمه لكي يتمكن من إيقاعه وفعل ذلك يوم أحد فهو الذي نظر يوم غزوة أحد إلى خلاء الجبل من الرماة فأعلم خالد بن الوليد فكرا جميعاً بمن معهما حتى قتلوا من بقي من الرماة على الجبل ثم دخلوا عسكر المسلمين من ورائهم. 

## من كلماته
قال ضرار بن الخطاب بن مرداس يوما لأبي بكر الصديق: نحن كنا لقريش خيرا منكم أدخلناهم الجنة وأوردتموهم النار. 

## الوفاة
لم يذكر أحد من المؤرخين وفاته إلا أن ابن عبد البر قال لقد خرج إلى الشام مجاهدا فمات هناك.